# Hayley J. Williams
Hayley Joann Williams (* in Cheshire, England) ist eine britische Schauspielerin und Fotografin.

## Leben
Sie absolvierte ihre Ausbildung zur Schauspielerin am Drama Studio London. Seit dem 29. April 2016 ist sie mit dem Schauspieler und Saxophonisten David Samartin verheiratet. Unter dem Namen Hayley Samartin veröffentlicht sie ihre Fotografien. Sie spielte in verschiedenen Theatern in Großbritannien und war 2006 auch Teil des Ensemble auf dem Edinburgh Fringe Festival, wo ihre Darstellung im Stück The Coma ein breites Medienecho fand. Seit Mitte der 2000er Jahre ist sie zudem als Schauspielerin für Film- und Fernsehproduktionen tätig.
2008 verkörperte sie in insgesamt 16 Episoden der Fernsehserie Hollyoaks die Rolle der Jenny Dobson. Es folgten 2010 drei Episoden in der Fernsehserie I Heart Vampires. In den nächsten Jahren folgten hauptsächlich Besetzungen in Kurzfilmen. 2018 folgte eine Hauptrolle im Fernsehfilm Triassic World, im selben Jahr verkörperte sie außerdem eine Nebenrolle in Rent-an-Elf. Von 2021 bis einschließlich 2023 verkörperte sie in der Fernsehserie Emergency: LA die Rolle der Dr. Catherine Naylor.
Williams ist in Los Angeles wohnhaft.

## Filmografie (Auswahl)
- 2006: Coronation Street (Fernsehserie, Episode 1x6222)
- 2007: The Shadow Within
- 2008: Hollyoaks (Fernsehserie, 16 Episoden)
- 2009: Men of a Certain Age (Fernsehserie, Episode 1x03)
- 2010: I Heart Vampires (I <3 Vampires, Fernsehserie, 3 Episoden)
- 2010: Since (Kurzfilm, Sprechrolle)
- 2010: Mummy’s Boy (Kurzfilm)
- 2010: Embers of the Sky
- 2011: Incidental Weekend
- 2012: Holiday Road
- 2014: The Exorcism Diaries (Kurzfilm)
- 2015: Violence
- 2016: Keep the Animal at Bay (Kurzfilm)
- 2016: Sanctuary (Kurzfilm)
- 2018: Triassic World (Fernsehfilm)
- 2018: Rent-an-Elf (Fernsehfilm)
- 2020: A Greenhouse (Kurzfilm)
- 2021–2023: Emergency: LA (Fernsehserie, 14 Episoden)